# Enalioi dialogoi
Enalioi dialogoi (griechisch Ενάλιοι διάλογοι, lateinisch Dialogi marini, deutsch „Meergöttergespräche“) ist der Titel einer Sammlung von 15 Dialogen von Lukian von Samosata. In diesen Dialogen treten Meeresgottheiten, Flussgötter und Winde im Gespräch miteinander über Episoden der griechischen Mythologie auf.
Die Dialogpartner im Überblick (in der Ausgabe von Jacobitz)
1. Doris und Galateia
2. Der Zyklop und Poseidon
3. Poseidon und Alpheios
4. Menelaos und Proteus
5. Panope und Galene
6. Triton, Amymone und Poseidon
7. Notos und Zephyros
8. Poseidon und Delphine
9. Poseidon und Nereiden
10. Iris und Poseidon
11. Xanthos und Thalassa
12. Doris und Thetis
13. Enipeus und Poseidon
14. Triton und Nereiden
15. Zephyros und Notos

## Ausgaben
- Luciani Samosatensis opera. Ex recognitione Caroli Iacobitz, Vol. I. Editio stereotypa. Teubner, Leipzig 1921.
- Luciani Opera. Herausgegeben von Matthew Donald MacLeod. Vier Bände. Oxford Classical Texts. Clarendon, Oxford 1972–1987.

## Übersetzungen
- Lukian. Werke in drei Bänden. Herausgegeben von Jürgen Werner und Herbert Greiner-Mai. Aufbau-Verlag, Berlin/Weimar 1974 (Übersetzung von Christoph Martin Wieland), 2. Auflage 1981.
- Lukian: Gespräche der Götter und Meergötter, der Toten und der Hetären. In Anlehnung an Christoph Martin Wieland übersetzt und herausgegeben von Otto Seel. Philipp Reclam jun., Stuttgart 1967, ISBN 978-3-15-001133-1.